# The Goat (pel·lícula de 1921)
The Goat és una pel·lícula de comèdia muda estatunidenca de dos rodets del 1921 escrita, dirigida i protagonitzada per Buster Keaton.
Aquest curt conté una de les imatges més memorables de Keaton: un tren llunyà i ràpid s'acosta a la càmera i s'atura amb un primer pla de Keaton que ha estat assegut a la part davantera del tren.

## Trama
Buster s'uneix a una cua per obtenir pa gratis, però no s'adona que està darrere de dos maniquís immòbils. Quan detecta el seu error, el pa s'ha acabat.
A continuació, Buster Keaton mira a través d'una finestra amb reixa una comissaria de policia on l'assassí capturat "Dead Shot Dan" s'està fent una foto per a la "Rogue's Gallery". El fotògraf no s'adona que l'objectiu està cobert per la tapa de Dan. En veure que el fotògraf mira cap a un altre costat, Dan mou el cap cap a un costat i fa una foto de Buster sense que ningú se n'adoni. Així, quan Dan s'escapa, tots els cartells buscats mostren a Buster amb les mans a les reixes. Sense adonar-se, Buster es trasllada a una cantonada, on s'adona d'una ferradura i la deixa a un costat. El següent home que ve l'agafa i la llença per tenir sort. En pocs segons, l'home troba una cartera plena de diners. Després de lluitar per trobar la ferradura, Buster l'agafa i se la llença per sobre de l'espatlla. Atropella un policia, que persegueix en Buster, i aviat altres agents s'uneixen a la persecució. Buster els atrau a la part posterior d'un camió, els tanca i escapa.
Després, Buster veu un home discutint amb una dona jove que passeja el seu gos. Buster defensa la dona i llença l'home a terra. Després de marxar, Buster es troba amb els agents que l'havien perseguit abans. S'escapa pujant a un tren que va a un poble proper. Malauradament per a Buster, la ciutat ha sentit a parlar de la fugida d'en Dan, i els diaris i els cartells de recerca amb la imatge de Buster estan a tot arreu. La gent del poble fuig d'ell espantats allà on va.
Buster torna a estar al lloc equivocat en el moment equivocat quan el cap de policia de la seva patrulla és emboscat per un gàngster. Les bales del pistoler no toquen l'oficial, però l'arma fumejant acaba a la mà d'en Buster. Fuig del cap de policia persistent, causant inadvertidament malifetes per tota la ciutat. Mentre fuig, Buster es troba amb la mateixa jove que va assistir abans, que el convida a sopar. A casa seva coneix el seu pare, ell és el cap de policia, i persegueix furiós a Buster per tot el complex d'apartaments. Després que la jove ajudi a escapar a Buster, la parella emergeix al carrer on Buster observa un cartell a l'exterior d'una botiga de mobles que diu "Tu emmobles la noia, nosaltres emmobles la llar!" Porta la seva cita a la botiga.

## Repartiment
- Buster Keaton
- Virginia Fox com a filla del cap
- Joe Roberts com a cap de policia
- Malcolm St. Clair com a Dead Shot Dan (com a Mal St. Clair)
- Edward F. Cline com a policia per pal de telèfon
- Jean C. Havez com a part de Bit